# Нгум, Дауда
Дауда Нгум (англ. Dawda Ngum, 2 сентября 1990, Банжул) — гамбийский футболист, полузащитник.

## Карьера

### Клубная
Уроженец Гамбии, в раннем возрасте переехал в Швецию, где он и начал взрослую карьеру. Нгум выступал за ряд клубов низших лиг. В 2018 году полузащитник переехал в соседнюю Данию, где он играл за «Роскилле» и «Брёнсхёй».

### В сборной
За сборную Гамбии Дауда Нгум дебютировал только 9 июня 2015 года в товарищеском матче против Уганды (1:1). В составе «скорпионов» принял участие в двух Кубках африканских наций 2021 и 2023 годов.